# Grand Prix Południowej Afryki 1967
Grand Prix Południowej Afryki 1967, oficjalnie XIII South African Grand Prix – pierwsza eliminacja sezonu 1967 Mistrzostw Świata Formuły 1, która odbywała się od 29 grudnia 1966 roku do 2 stycznia 1967 roku.
Po raz pierwszy w historii Grand Prix Południowej Afryki odbywało się na torze Kyalami. Grand Prix odbywało się 10 tygodni po zamykającym sezon 1966 Grand Prix Meksyku i w związku z tym fabryczni kierowcy rywalizowali modelami z roku 1966. Pole position wywalczył Jack Brabham. Na starcie prowadzenie objął Denny Hulme. Jednakże na 61 okrążeniu, wskutek problemów z płynem hamulcowym, liderujący Hulme musiał zjechać na pit-stop, dzięki czemu prowadzenie objął rodezyjski kierowca John Love. Na siedem okrążeń przed metą Love był zmuszony uzupełnić paliwo i wówczas liderem został Pedro Rodríguez. Rodríguez zwyciężył wyścig, a na podium stanęli również John Love i John Surtees. Zwycięstwo Rodrígueza było jego pierwszym triumfem w Formule 1 i ostatnią wygraną Coopera.

## Przed Grand Prix
Poprzednie Grand Prix Południowej Afryki wliczane do klasyfikacji Mistrzostw Świata Formuły 1 odbyło się w 1965 roku na torze East London. W 1966 miał miejsce wyścig niebędący eliminacją Mistrzostw Świata. W kalendarzu Mistrzostw Świata na sezon 1967 ponownie znalazła się południowoafrykańska eliminacja. Wyścig miał odbyć się 2 stycznia na nowo wybudowanym torze Kyalami koło Johannesburga. Tor ten był położony 1500 metrów nad poziomem morza, co powodowało problemy przy gorącej pogodzie, związane między innymi z odparowywaniem paliwa.
Przed sezonem 1967 doszło w Formule 1 do kilku zmian personalnych. Kierowcą Hondy został John Surtees, a w Cooperze zastąpił go Jochen Rindt, który partnerował Pedro Rodríguezowi. Do Jima Clarka w Lotusie dołączył w miejsce Petera Arundella Graham Hill. Hilla w BRM zastąpił Mike Spence, którego w zespole Reg Parnell Racing zastąpił z kolei Piers Courage. Były kierowca Hondy, Richie Ginther, został kierowcą Eagle’a, natomiast Chris Amon, który odszedł z McLarena, przeszedł do Ferrari, gdzie jego zespołowym partnerem został Lorenzo Bandini. Skład Brabhama nie zmienił się – nadal w tym zespole ścigali się Jack Brabham i Denny Hulme.
Ponieważ różnica między zamykającym sezon 1966 Grand Prix Meksyku a Grand Prix Południowej Afryki 1967 była niewielka (10 tygodni; Grand Prix Meksyku odbyło się 23 października), fabryczne zespoły nie zdążyły skonstruować nowych modeli i wystawiły ubiegłoroczne samochody. Najstarszym modelem był używany przez Piersa Courage’a Lotus 25, który zadebiutował w Formule 1 w sezonie 1962. Ferrari i McLaren w ogóle nie wystawili swoich zespołów w Grand Prix Południowej Afryki, przy czym powodem absencji Ferrari była reorganizacja działu wyścigowego firmy.
W Grand Prix brało udział dziesięciu kierowców fabrycznych oraz ośmiu wystawiających samochody prywatnie, w tym czterech pochodzących z Afryki: Rodezyjczycy Sam Tingle i John Love oraz Południowoafrykańczycy Dave Charlton i Luki Botha. Grand Prix to było również debiutem Luki Bothy (oraz jego jedynym wyścigiem) i Piersa Courage’a. W Grand Prix Południowej Afryki po raz pierwszy w Mistrzostwach Świata Formuły 1 rywalizowały dwa samochody: LDS Mk3B oraz używany wcześniej przez Bruce’a McLarena w Formule Tasman Cooper T79. Samochody te rywalizowały tylko w Grand Prix Południowej Afryki w 1967 i 1968 roku.

## Kwalifikacje
Podczas nieoficjalnych jazd przed kwalifikacjami kierowcy testowali nowe rozwiązania w samochodach: Pedro Rodríguez pozytywnie ocenił nową tubę powietrzną i cewki zapłonowe Magneti Marelli w Cooperze, chociaż w modelu występował problem parowania paliwa. Kierowcy BRM sprawdzali poprawiony układ hamulcowy i zawieszenie oraz trzy różne nosy. Lotus przygotował jednakowe samochody dla Jima Clarka i Grahama Hilla, ale nie wprowadzał w nich żadnych zmian w porównaniu z sezonem 1966, ponieważ Colin Chapman oczekiwał, że Grand Prix Południowej Afryki będzie ostatnim wyścigiem zespołu, w którym stosowany będzie silnik BRM H16. W Hondzie Johna Surteesa poprawiona została geometria zawieszenia i Brytyjczyk testował przez dwa dni w celu uzyskania optymalnej mieszanki paliwa oraz ustawień samochodu. Jednakże przed treningami do oleju BP w jego Hondzie dostało się ciało obce, co spowodowało znaczne uszkodzenie silnika; identyczna sytuacja powtórzyła się, gdy jego Honda RA273 została wyposażona w zapasowy silnik.

### Pierwszy dzień
Kwalifikacje odbywały się od 29 do 31 grudnia w godzinach 14:30–17:00. Ponadto dozwolone było odbywanie treningów każdego dnia przed południem, ale czasy uzyskiwane na nich nie były mierzone. Czwartkowa sesja była stosunkowo chłodna z temperaturą około 20 stopni Celsjusza. W sesji tej wzięło udział dziesięciu kierowców; w tym czasie Honda naprawiała silnik, w Lotusie Grahama Hilla doszło do wycieków paliwa, a Sam Tingle nie dotarł na tor z powodu braku samochodu.
Jako pierwsi na tor wyjechali Jackie Stewart oraz Jochen Rindt. Stewart pokonał kilka okrążeń, po czym ocenił, że jego opony Dunlop zużyły się: po zjeździe do garażu okazało się, że w oponach pojawiły się grudki oraz nacięcia na środku bieżnika. Następnie Stewart wyjechał samochodem Mike’a Spence’a wyposażonym w opony Goodyear. Oba modele BRM P83 miały problemy z przegrzewaniem, dlatego założono nowy nos z chłodnicą.
Przegrzewanie połączone z wrzeniem paliwa wystąpiło również w samochodach Cooper. Pedro Rodríguez zdołał ustanowić drugi najlepszy czas, który wynosił 1:29,4, ale następnie silnik zaczął się dławić i meksykański kierowca zjechał do garażu. W pojeździe Jochena Rindta natomiast występowały ciągłe problemy z silnikiem, dlatego też ustanowił on czas o trzy sekundy gorszy od Rodrígueza. Aby zapobiec przegrzewaniu, Cooper postanowił zapewnić większy wlot powietrza poprzez obcięcie samochodom nosów.
Podczas swojego drugiego wyjazdu Dan Gurney ustanowił czas 1:32,4. Po zjeździe do garażu z jego samochodu usunięto świecę zapłonową, ponieważ jeden z kibiców oparł się na tylnym kole jego samochodu, przez co na bieżniku znalazł się kamień, który następnie dostał się do silnika i uszkodził świecę zapłonową. Następnie Gurney wrócił na tor z trzema świecami zapłonowymi i ustalał czasy rzędu 1:30.
Dave Charlton, Bob Anderson i Jim Clark uzyskali stosunkowo słabe czasy. W późniejszej części dnia na tor wyjechał Mike Spence i ustanawiał dobre okrążenia, a Stewart, który próbował zastosować trzy rodzaje opon, zakończył zmagania na 20 minut przed końcem z powodu awarii silnika. Najszybszym kierowcą dnia był Jack Brabham, którego samochód spisywał się bez zarzutu, dzięki czemu Australijczyk pod koniec dnia pokonał okrążenie w czasie 1:28,3. Również startujący Brabhamem BT20 Denny Hulme uzyskiwał czasy o około dwie sekundy gorsze od australijskiego kierowcy.

### Drugi dzień
W piątek panowały upalne warunki: temperatura powietrza wynosiła 32 °C, a toru – 60 °C. W sesji tej brało udział więcej kierowców niż w czwartek; wyjątkiem był Jack Brabham, który nie chciał zużywać samochodu. Wciąż nieobecny na torze był Sam Tingle. W pojeździe Pedro Rodrígueza wymieniona została skrzynia biegów, natomiast Jackie Stewart ponownie przejął samochód Spence’a, ponieważ jego własny BRM nie miał silnika, a zapasowy silnik nie był gotowy do późnego popołudnia.
Jochen Rindt, który próbował pokonać problemy z przegrzewaniem i przez to miał intensywny dzień, najlepiej przejechał okrążenie w czasie 1:30,2. Jim Clark poprawił swój czas o dwie sekundy, a Graham Hill na skutek przegrzewania się jego samochodu pokonał tylko pięć okrążeń. Stewart nadal testował opony i zdecydował, że opony Dunlop są o 0,2 sekundy szybsze od ogumienia Goodyear. Pod koniec sesji w samochodzie Stewarta doszło do wycieków płynu chłodzącego.
W dwóch prywatnych Cooperach-Maserati – Jo Bonniera i Jo Sifferta – występowały nieustanne problemy z parowaniem paliwa, zaś silniki Climax miały tendencję do przegrzewania się. Dave Charlton zakończył dzień z czasem szybszym od Stewarta, Clarka, Hilla i Gurneya. Najlepszy czas na poziomie 1:28,9 ustalił Denny Hulme. Drugi tego dnia był John Love z czasem 1:29,5.

### Trzeci dzień

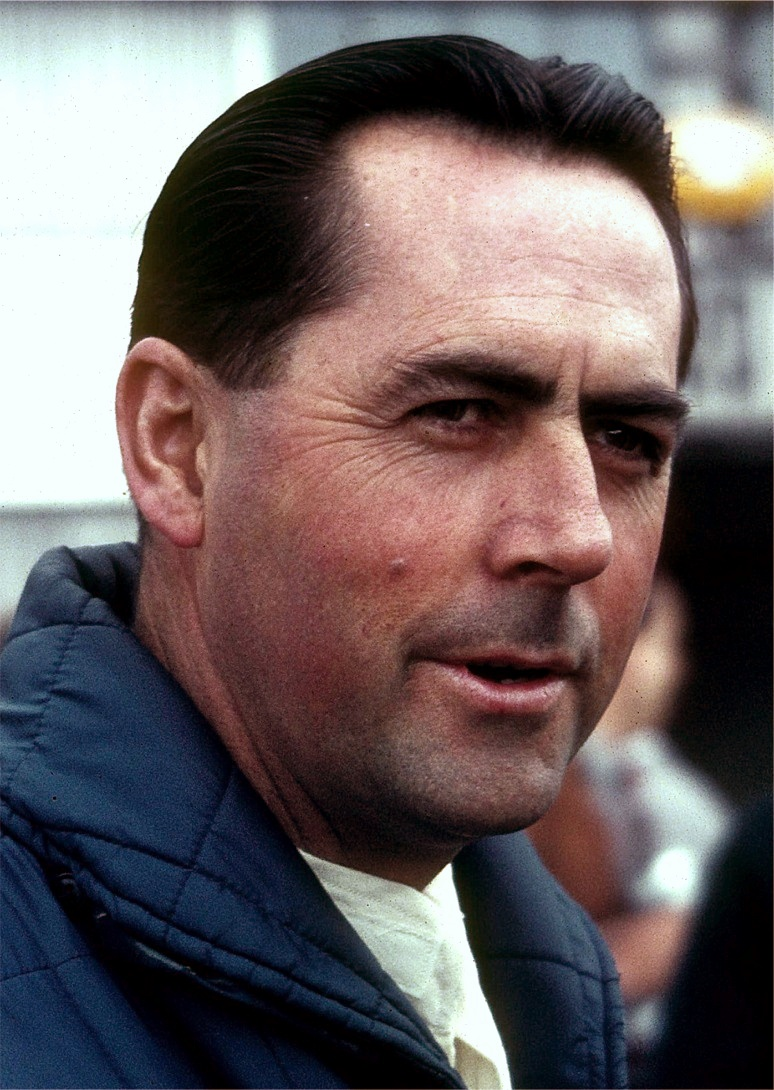
Jack Brabham – zdobywca pole position

W nocy przed trzecim dniem kwalifikacji Lotus przymocował do monokoku rury mające zapewnić dodatkowe chłodzenie. Honda natomiast w godzinach 7:00–13:30 intensywnie testowała samochód podczas nieoficjalnej sesji. Surtees wciąż miał problemy z silnikiem – nadal występowało parowanie, co spowalniało samochód mimo zamontowania dwóch chłodnic paliwa (jednej z boku samochodu, a drugiej za głową kierowcy). Mistrz świata z 1964 roku odmówił przekazania samochodu na badania, ponieważ oznaczałoby to jego transport zakurzonymi drogami, a Brytyjczyk nie chciał, by do silnika dostał się kurz. Surtees testował także opony i doszedł do wniosku, że opony Firestone są o pół sekundy szybsze od Goodyearów.
W trakcie kwalifikacji było gorąco i wietrznie. Krótko po 14:30 na tor wyjechały Coopery. Mechaniczne pompy paliwowe zostały odwrócone i nie były zamontowane bezpośrednio do silnika, a do przymocowanych do silnika pierścieniowatych obręczy; to rozwiązanie zapobiegło parowaniu. Graham Hill w Lotusie również wyjechał na tor, ale szybko wrócił do garażu, gdy z jego samochodu zaczęło wyciekać paliwo i pojawił się problem z przepustnicą, która otworzyła się na „eskach” toru. Po powrocie na tor w samochodzie Hilla wystąpiły problemy z silnikiem i zdołał on przejechać tylko osiem okrążeń.
Clark na „eskach” wjechał na plamę oleju i obrócił samochód. Samochody Brabhama i Hulme’a spisywały się bez problemów do momentu, gdy w pojeździe Nowozelandczyka przestała działać pompa paliwa. Obaj kierowcy Brabhama ustanowili czasy poniżej 1:30, a Jack Brabham uzyskał najlepszy rezultat dnia – 1:28,5. John Surtees także uzyskał kilka okrążeń poniżej 1:30, ale mimo to nie był zadowolony z samochodu, który był podsterowny i wciąż się przegrzewał. Na trzecią sesję kwalifikacyjną przybył Sam Tingle, który zdołał ustanowić czas 1:32,4. Obaj kierowcy Cooperów-Maserati mieli problemy z silnikiem. Najgorszy czas ustanowił Piers Courage. John Love trzeciego dnia nie wyjeżdżał na tor.
Kwalifikacje zakończyły się o 17:00, ale mimo to Hillowi i Rindtowi pozwolono na pokonanie dodatkowych, niemierzonych okrążeń.
Pole position z czasem 1:28,3 uzyskał Jack Brabham; obok niego ustawił się jego zespołowy partner, Denny Hulme. Drugi rząd startowy zajęli Jim Clark i Pedro Rodríguez. Na piątym miejscu ze stratą 1,2 sekundy do Brabhama zakwalifikował się John Love, a z szóstej pozycji startował John Surtees.
Jochen Rindt zajął siódme pole startowe. Lokalny kierowca, Dave Charlton, zakwalifikował się na ósmej pozycji. W porównaniu do osiągów z sezonu 1966 stosunkowo słabo spisały się samochody BRM: Jackie Stewart był dziewiąty, a Mike Spence trzynasty. Graham Hill, który doświadczył w kwalifikacjach wielu problemów mechanicznych ze swoim Lotusem 43, zakwalifikował się z piętnastym czasem.

## Przed wyścigiem
W nocy przed wyścigiem nad torem przeszła tropikalna ulewa, co pozbawiło asfalt nagumowania. Ponieważ asfalt toru Kyalami łatwo się ścierał, oznaczało to, że niektóre opony mogłyby nie wytrzymać dystansu 80 okrążeń na czystym torze.
Przed wyścigiem Dan Gurney wymienił silnik, a Jochen Rindt o 6:30 pokonał kilka niemierzonych okrążeń celem przetestowania, czy poprawki w jego samochodzie są efektywne.
Oficjalny trening przed wyścigiem odbywał się od 11:30 do 12:00. Honda wróciła do ogumienia Goodyear decydując, że po poprawkach silnika szersze opony Goodyear będą lepszym wyborem niż Firestone. BRM zdecydował się na zastosowanie identycznego rozwiązania co Lotus, to znaczy poprowadzenie rur na zewnątrz nadwozia. Po wymianie silnika Dan Gurney osiągał lepsze czasy, zaś Lotus z pozytywnym skutkiem zmodyfikował silnik w samochodzie Grahama Hilla.

## Wyścig
Wyścig, w przeciwieństwie do większości innych eliminacji, nie odbył się w niedzielę, a w poniedziałek – powodem tego były obchody Nowego Roku.
Wyścig rozpoczął się o godzinie 15:10 w upalnych warunkach. Denny Hulme objął prowadzenie na starcie, wyprzedzając Jacka Brabhama. Dobrze wystartował również Surtees, awansując z szóstej pozycji na trzecią. Pedro Rodríguez utrzymał czwarte miejsce. Clark, który początkowo wdarł się w walkę w Brabhamami, zwolnił i spadł na piąte miejsce, a Love – na dziesiąte, za Rindta, Andersona, Stewarta i Charltona. Luki Botha nie ruszył z miejsca, ponieważ jego silnik zgasł i Południowoafrykańczyk stracił okrążenie na próbie wystartowania.
Na początku wyścigu widoczność była utrudniona przez pochodzący z cementu pył, którym porządkowi próbowali zakryć plamę oleju. Na drugim okrążeniu Rindt wyprzedził Clarka i podążał za Rodríguezem, natomiast Gurney zyskał trzy pozycje. Tymczasem prowadzący Hulme zaczął zwiększać przewagę nad pozostałymi kierowcami i na trzecim okrążeniu ustalił najszybsze okrążenie wyścigu.
Na trzecim okrążeniu próbujący dogonić Hulme’a Brabham popełnił błąd i obrócił samochód, wracając na tor na czwartym miejscu, za Surteesem i Rindtem, który wyprzedził Rodrígueza. W tym czasie w BRM Jackiego Stewarta wybuchł silnik, przez co Szkot wycofał się, a jego samochód zostawił na torze plamę oleju. Tymczasem Spence i Hill awansowali o dwa miejsca, po czym kierowca Lotusa wyprzedził Spence’a, który przez następne dwa okrążenia walczył z nim o 12 pozycję.
Na plamę oleju z BRM Stewarta na piątym okrążeniu wjechał Rindt, w efekcie czego wpadł w poślizg. Okrążenie później Hill również wjechał na tę plamę, w efekcie czego miał wypadek, wskutek którego złamał przednie zawieszenie i urwał przewód olejowy. Gdy Brytyjczyk wracał do garażu, za jego samochodem pojawiał się rozlany olej. W tym momencie prowadził Hulme, a drugiego Surteesa doganiał Brabham. Czwarty był Rodríguez, piąty Rindt, szósty Clark, siódmy Love, a ósmy – Gurney. Na ósmym okrążeniu Hulme miał przewagę ośmiu sekund nad Surteesem, który zaczął zwalniać. Na 15 okrążeniu Brabham znalazł się bezpośrednio za Surteesem, ale nie potrafił go wyprzedzić, dzięki czemu do Australijczyka zbliżyli się Rodríguez i Rindt. Na 18 okrążeniu Rodríguez wyprzedził Brabhama, ale podczas próby wyprzedzenia Surteesa, tuż przed punktem hamowania, kierowca Coopera zawahał się i Surtees utrzymał drugie miejsce.
Na 19 okrążeniu Brabham i Rindt wyprzedzili Rodrígueza, któremu zaczęła psuć się skrzynia biegów. Dwa okrążenia później Brabham znalazł się przed Surteesem. Podobną próbę podjął Rindt, ale na zakręcie Leeukop pojechał zbyt szeroko i Surtees odzyskał swoją pozycję. Na 24 okrążeniu kierowca Hondy został wyprzedzony przez Rindta. Rodríguez w tym czasie mógł jechać już tylko na trzecim i piątym biegu.
Jim Clark zauważył, że jego Lotus przegrzewał się, i na 20 okrążeniu zjechał na pit-stop, gdzie usunięto w jego samochodzie nos. Clark wrócił na tor, ale ze względu na wysoką temperaturę usunięcie nosa nie dało efektów i trzy okrążenia później Brytyjczyk wycofał się z powodu uszkodzenia silnika H16. Na 26 okrążeniu Rodrígueza wyprzedzili Love i Gurney, którzy walczyli z sobą o piąte miejsce; Gurney kilkakrotnie próbował wyprzedzić Love’a i na 32 okrążeniu jedna z prób zakończyła się powodzeniem, jednakże wkrótce później Love odzyskał pozycję. Love i Gurney zdołali również wyprzedzić Surteesa, odpowiednio na 36 i 37 okrążeniu.
Na 31 okrążeniu z powodu złamanej sprężyny zaworu odpadł Jo Bonnier – w którego samochodzie wcześniej występowały również problemy ze zmianą biegów – a na następnym okrążeniu w samochodzie Mike’a Spence’a złamał się przewód olejowy i mimo łatwości naprawy, ze względu na niemożność dolania oleju musiał on wycofać się z dalszej rywalizacji.
W tym okresie Hulme prowadził z 20-sekundową przewagą nad Brabhamem. Na 39 okrążeniu z powodu awarii silnika odpadł Jochen Rindt. Dave Charlton zjechał na pit-stop w celu wyregulowania tylnych hamulców, które nie działały prawidłowo. Z powodu problemów z układem elektrycznym dwukrotnie na pit-stop zjeżdżał Luki Botha, ale po wymianie akumulatora kontynuował jazdę. Sam Tingle uderzył w znajdujący się na skraju toru kamień, przez co uszkodził oponę i felgę i zjechał na pit-stop na wymianę koła.
W połowie wyścigu prowadzili obaj kierowcy zespołu Brabham, ale na 41 okrążeniu Jack Brabham stracił drugie miejsce na skutek problemów z zapłonem silnika, przez które był zmuszony także zjechać na pit-stop. Mechanicy nie mogli znaleźć przyczyny uszkodzenia silnika, po czym uruchomili rozrusznik i silnik zaczął działać prawidłowo, a Brabham wrócił na tor z czterema okrążeniami straty. Gdy Brabham był w boksach, z wyścigu wskutek awarii silnika wycofał się Jo Siffert, który kilka okrążeń wcześniej zjechał na pit-stop z powodu zablokowanego przewodu paliwa.
Po problemach Brabhama na drugie i trzecie miejsce awansowali Love i Gurney. Gurney zakończył wyścig kilka okrążeń później wskutek uszkodzenia tylnego wahacza w jego Eagle’u T1G. To pozwoliło Surteesowi wrócić na trzecie miejsce, jadąc tuż przed Rodríguezem. Honda Surteesa z powodu uchodzącego z lewej tylnej opony powietrza jechała jednak coraz wolniej i coraz gorzej się prowadziła, ponadto na stopach Brytyjczyka z powodu gorąca pojawiły się pęcherze. Rodríguez wyprzedził ostatecznie Surteesa na 54 okrążeniu. Tingle tymczasem był zmuszony wycofać się z powodu utraty prawego koła.
Z minutową przewagą prowadził Hulme, ale na 61 okrążeniu z powodu problemów z płynem hamulcowym zjechał na pit-stop. Po zdjęciu nosa i uzupełnieniu płynu w jego samochodzie wokół pompy paliwa położono suchy lód i zamocowano nos z powrotem. Hulme wrócił na tor na czwartym miejscu z dwoma okrążeniami straty do prowadzącego, którym został John Love, jadący przed Rodríguezem i Surteesem.

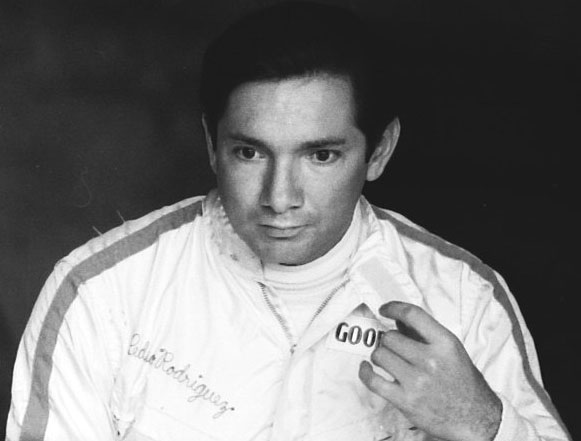
Pedro Rodríguez – zwycięzca wyścigu

Rodríguez stopniowo zbliżał się do Love’a, ale nie potrafił go wyprzedzić. Jednakże silnik Coopera T79 Love’a zaczął się dławić, co spowodowało zwiększone zużycie paliwa i w związku z tym Rodezyjczyk był zmuszony zjechać na pit-stop. Silnik Climax w T79 nigdy wcześniej nie pokonał dystansu równoważnego dystansowi Grand Prix Południowej Afryki 1967 i aby zaradzić problemowi zużycia paliwa, Love zamontował w samochodzie dwa dodatkowe zbiorniki paliwa, które jednak okazały się niewystarczające. W boksach Doug Serrurier nakłuwał kanistry, by przyspieszyć tankowanie. Po dolaniu dziewięciu litrów paliwa i wyjeździe z boksów kierowca wrócił na tor na drugim miejscu, z półminutową stratą do Rodrígueza. Mimo że po powrocie na tor Love próbował zbliżyć się do Rodrígueza, ustanawiając przy tym swoje najszybsze okrążenie oraz trzecie najszybsze okrążenie spośród wszystkich kierowców, zwycięzcą z przewagą ponad 26 sekund został meksykański kierowca. Podium uzupełnił Surtees. Na czwartym miejscu z dwoma okrążeniami straty finiszował Hulme. Piąty był Anderson, a punktowaną szóstkę zamykał Jack Brabham. Do mety dojechali także Dave Charlton i Luki Botha, ale ze względu na niepokonanie wystarczającej liczby okrążeń nie zostali sklasyfikowani.

## Po wyścigu
Zwycięstwo Rodrígueza było jego pierwszym triumfem w Formule 1. Była to także szesnasta i ostatnia wygrana Coopera, dwukrotnego mistrza świata w klasyfikacji konstruktorów. Wyścig był także ostatnim podium dla silników Maserati oraz Climax.
Obawy dotyczące zużycia opon, które pojawiły się przed wyścigiem, potwierdziły się. Ogumienie w samochodzie zwycięzcy tak bardzo się zużyło, że było zupełnie pozbawione bieżnika. Ciśnienie w lewej tylnej oponie Surteesa wynosiło jedynie pół atmosfery, a prawa opona była spłaszczona.
Po wyścigu okazało się, że John Love miał wystarczającą ilość paliwa, aby dojechać do mety bez pit-stopu, a dławienie silnika spowodowała pompa paliwa. Początkowo Love planował zamontować dwie pompy paliwa, ale później pożyczył jedną Robowi Walkerowi. Po wyścigu Love powiedział:

Oczywiście, gdyby nie było dławienia się, moglibyśmy ukończyć wyścig bez pit-stopu, ale to są te „gdyby” i „ale” wyścigów samochodowych. Z całą uczciwością przypuszczam, że można powiedzieć, iż jest to jak gdyby w spadku, ponieważ wiele samochodów zepsuło się w wyścigu. Byłem gorzko rozczarowany, że nie wygrałem, ale dla Południowej Afryki albo Rodezyjczyka dostać się nawet tak wysoko… Cóż, nie wierzyliśmy, że to się stanie.

Po zwycięstwie w Grand Prix Południowej Afryki Rodríguez osiągnął jeszcze w Formule 1 kilka dobrych rezultatów, wliczając w to sześć podiów i wygraną w Grand Prix Belgii 1970, zanim zginął w wieku 31 lat. Love nie powtórzył już nigdy rezultatu z Grand Prix Południowej Afryki 1967, chociaż uczestniczył w zawodach o Grand Prix Południowej Afryki do 1972 roku.

## Lista startowa
| Nr | Kierowca        | Zespół                           | Samochód     | Silnik                | Opony |
| -- | --------------- | -------------------------------- | ------------ | --------------------- | ----- |
| 1  | Jack Brabham    | Brabham Racing Organisation      | Brabham BT20 | Repco 620 3.0 V8      | G     |
| 2  | Denny Hulme     | Brabham Racing Organisation      | Brabham BT20 | Repco 620 3.0 V8      | G     |
| 3  | Jochen Rindt    | Cooper Car Company               | Cooper T81   | Maserati 9/F1 3.0 V12 | F     |
| 4  | Pedro Rodríguez | Cooper Car Company               | Cooper T81   | Maserati 9/F1 3.0 V12 | F     |
| 5  | Jackie Stewart  | Owen Racing Organisation         | BRM P83      | BRM P75 3.0 H16       | G     |
| 6  | Mike Spence     | Owen Racing Organisation         | BRM P83      | BRM P75 3.0 H16       | G     |
| 7  | Jim Clark       | Team Lotus                       | Lotus 43     | BRM P75 3.0 H16       | F     |
| 8  | Graham Hill     | Team Lotus                       | Lotus 43     | BRM P75 3.0 H16       | F     |
| 9  | Dan Gurney      | Anglo American Racers            | Eagle T1G    | Climax FPF 2.8 R4     | G     |
| 11 | John Surtees    | Honda Racing                     | Honda RA273  | Honda RA273E 3.0 V12  | F     |
| 12 | Jo Siffert      | Rob Walker/Jack Durlacher Racing | Cooper T81   | Maserati 9/F1 3.0 V12 | F     |
| 14 | Bob Anderson    | DW Racing Enterprises            | Brabham BT11 | Climax FPF 2.8 R4     | F     |
| 15 | Joakim Bonnier  | Joakim Bonnier Racing Team       | Cooper T81   | Maserati 9/F1 3.0 V12 | F     |
| 16 | Piers Courage   | Reg Parnell Racing               | Lotus 25     | BRM P56 2.0 V8        | F     |
| 17 | John Love       | John Love                        | Cooper T79   | Climax FPF 2.8 R4     | F     |
| 18 | Sam Tingle      | Sam Tingle                       | LDS Mk3B     | Climax FPF 2.8 R4     | F     |
| 19 | Dave Charlton   | Scuderia Scribante               | Brabham BT11 | Climax FPF 2.8 R4     | ?     |
| 20 | Luki Botha      | Luki Botha                       | Brabham BT11 | Climax FPF 2.8 R4     | ?     |
| Nr | Kierowca        | Zespół                           | Samochód     | Silnik                | Opony |

## Wyniki

### Kwalifikacje
| P  | Nr | Kierowca        | Konstruktor(-silnik) | Opony | Czas   | Odstęp | Strata |
| -- | -- | --------------- | -------------------- | ----- | ------ | ------ | ------ |
| 1  | 1  | Jack Brabham    | Brabham-Repco        | G     | 1:28,3 | -      | -      |
| 2  | 2  | Denny Hulme     | Brabham-Repco        | G     | 1:28,9 | 0:00,6 | 0:00,6 |
| 3  | 7  | Jim Clark       | Lotus-BRM            | F     | 1:29,0 | 0:00,1 | 0:00,7 |
| 4  | 4  | Pedro Rodríguez | Cooper-Maserati      | F     | 1:29,1 | 0:00,1 | 0:00,8 |
| 5  | 17 | John Love       | Cooper-Climax        | F     | 1:29,5 | 0:00,4 | 0:01,2 |
| 6  | 11 | John Surtees    | Honda                | F     | 1:29,6 | 0:00,1 | 0:01,3 |
| 7  | 3  | Jochen Rindt    | Cooper-Maserati      | F     | 1:30,2 | 0:00,6 | 0:01,9 |
| 8  | 19 | Dave Charlton   | Brabham-Climax       | ?     | 1:30,2 | 0:00,0 | 0:01,9 |
| 9  | 5  | Jackie Stewart  | BRM                  | G     | 1:30,3 | 0:00,1 | 0:02,0 |
| 10 | 14 | Bob Anderson    | Brabham-Climax       | F     | 1:30,6 | 0:00,3 | 0:02,3 |
| 11 | 9  | Dan Gurney      | Eagle-Climax         | G     | 1:30,7 | 0:00,1 | 0:02,4 |
| 12 | 15 | Joakim Bonnier  | Cooper-Maserati      | F     | 1:31,8 | 0:01,1 | 0:03,5 |
| 13 | 6  | Mike Spence     | BRM                  | G     | 1:32,1 | 0:00,3 | 0:03,8 |
| 14 | 18 | Sam Tingle      | LDS-Climax           | F     | 1:32,4 | 0:00,3 | 0:04,1 |
| 15 | 8  | Graham Hill     | Lotus-BRM            | F     | 1:32,6 | 0:00,2 | 0:04,3 |
| 16 | 12 | Jo Siffert      | Cooper-Maserati      | F     | 1:32,8 | 0:00,2 | 0:04,5 |
| 17 | 20 | Luki Botha      | Brabham-Climax       | ?     | 1:33,1 | 0:00,3 | 0:04,8 |
| 18 | 16 | Piers Courage   | Lotus-BRM            | F     | 1:33,8 | 0:00,7 | 0:05,5 |
| P  | Nr | Kierowca        | Konstruktor(-silnik) | Opony | Czas   | Odstęp | Strata |

### Wyścig
| P                 | Nr | Kierowca | Konstruktor     | Opony           | Okr. | Czas / Strata | Komentarz |                |
| ----------------- | -- | -------- | --------------- | --------------- | ---- | ------------- | --------- | -------------- |
| 1                 |    | 4        | Pedro Rodríguez | Cooper-Maserati | F    | 80            | 2h05:45,9 |                |
| 2                 |    | 17       | John Love       | Cooper-Climax   | F    | 80            | +0:26,4   |                |
| 3                 |    | 11       | John Surtees    | Honda           | G    | 79            | +1 okr.   |                |
| 4                 |    | 2        | Denny Hulme     | Brabham-Repco   | G    | 78            | +2 okr.   |                |
| 5                 |    | 14       | Bob Anderson    | Brabham-Climax  | F    | 78            | +2 okr.   |                |
| 6                 |    | 1        | Jack Brabham    | Brabham-Repco   | G    | 76            | +4 okr.   |                |
| Niesklasyfikowani |    |          |                 |                 |      |               |           |                |
|                   |    | 19       | Dave Charlton   | Brabham-Climax  | ?    | 63            | +17 okr.  |                |
|                   |    | 20       | Luki Botha      | Brabham-Climax  | ?    | 60            | +20 okr.  |                |
|                   |    | 18       | Sam Tingle      | LDS-Climax      | F    | 56            | +24 okr.  | wypadek        |
|                   |    | 16       | Piers Courage   | Lotus-BRM       | F    | 51            | +29 okr.  | układ paliwowy |
|                   |    | 9        | Dan Gurney      | Eagle-Climax    | G    | 44            | +36 okr.  | zawieszenie    |
|                   |    | 12       | Jo Siffert      | Cooper-Maserati | F    | 41            | +39 okr.  | silnik         |
|                   |    | 3        | Jochen Rindt    | Cooper-Maserati | F    | 38            | +42 okr.  | silnik         |
|                   |    | 6        | Mike Spence     | BRM             | G    | 31            | +49 okr.  | wycieki oleju  |
|                   |    | 15       | Joakim Bonnier  | Cooper-Maserati | F    | 30            | +50 okr.  | silnik         |
|                   |    | 7        | Jim Clark       | Lotus-BRM       | F    | 22            | +58 okr.  | silnik         |
|                   |    | 8        | Graham Hill     | Lotus-BRM       | F    | 6             | +74 okr.  | wypadek        |
|                   |    | 5        | Jackie Stewart  | BRM             | G    | 2             | +78 okr.  | silnik         |
| P                 | Nr | Kierowca | Konstruktor     | Opony           | Okr. | Czas / Strata | Komentarz |                |

### Najszybsze okrążenie
| Nr | Kierowca    | Konstruktor   | Opony | Czas     | Okr. |
| -- | ----------- | ------------- | ----- | -------- | ---- |
| 2  | Denny Hulme | Brabham-Repco | G     | 1:29,900 | 3    |

### Prowadzenie w wyścigu
| Nr                              | Kierowca        | Okrążenia | Suma |
| ------------------------------- | --------------- | --------- | ---- |
| 2                               | Denny Hulme     | 1–60      | 60   |
| 17                              | John Love       | 61–73     | 13   |
| 4                               | Pedro Rodríguez | 74–80     | 7    |
| \| Wykres \| \| ------ \| \| \| |                 |           |      |
| Wykres                          |                 |           |      |
|                                 |                 |           |      |

## Klasyfikacja po wyścigu

### Kierowcy
| P                 | +/− | Kierowca        | Starty | Punkty | P1 | P2 | P3 | PP | NO | NS |
| ----------------- | --- | --------------- | ------ | ------ | -- | -- | -- | -- | -- | -- |
| 1                 | N   | Pedro Rodríguez | 1      | 9      | 1  | -  | -  | -  | -  | -  |
| 2                 | N   | John Love       | 1      | 6      | -  | 1  | -  | -  | -  | -  |
| 3                 | N   | John Surtees    | 1      | 4      | -  | -  | 1  | -  | -  | -  |
| 4                 | N   | Denny Hulme     | 1      | 3      | -  | -  | -  | -  | 1  | -  |
| 5                 | N   | Bob Anderson    | 1      | 2      | -  | -  | -  | -  | -  | -  |
| 6                 | N   | Jack Brabham    | 1      | 1      | -  | -  | -  | 1  | -  | -  |
| Niesklasyfikowani |     |                 |        |        |    |    |    |    |    |    |
| -                 |     | Dave Charlton   | 1      | -      | -  | -  | -  | -  | -  | 1  |
| -                 |     | Luki Botha      | 1      | -      | -  | -  | -  | -  | -  | 1  |
| -                 |     | Sam Tingle      | 1      | -      | -  | -  | -  | -  | -  | 1  |
| -                 |     | Piers Courage   | 1      | -      | -  | -  | -  | -  | -  | 1  |
| -                 |     | Dan Gurney      | 1      | -      | -  | -  | -  | -  | -  | 1  |
| -                 |     | Jo Siffert      | 1      | -      | -  | -  | -  | -  | -  | 1  |
| -                 |     | Jochen Rindt    | 1      | -      | -  | -  | -  | -  | -  | 1  |
| -                 |     | Mike Spence     | 1      | -      | -  | -  | -  | -  | -  | 1  |
| -                 |     | Joakim Bonnier  | 1      | -      | -  | -  | -  | -  | -  | 1  |
| -                 |     | Jim Clark       | 1      | -      | -  | -  | -  | -  | -  | 1  |
| -                 |     | Graham Hill     | 1      | -      | -  | -  | -  | -  | -  | 1  |
| -                 |     | Jackie Stewart  | 1      | -      | -  | -  | -  | -  | -  | 1  |
| P                 | +/− | Kierowca        | Starty | Punkty | P1 | P2 | P3 | PP | NO | NS |

### Konstruktorzy
| P                 | +/− | Konstruktor     | Starty | Punkty | P1 | P2 | P3 | PP | NO | NS |
| ----------------- | --- | --------------- | ------ | ------ | -- | -- | -- | -- | -- | -- |
| 1                 | N   | Cooper-Maserati | 4      | 9      | 1  | -  | -  | -  | -  | 3  |
| 2                 | N   | Cooper-Climax   | 1      | 6      | -  | 1  | -  | -  | -  | -  |
| 3                 | N   | Honda           | 1      | 4      | -  | -  | 1  | -  | -  | -  |
| 4                 | N   | Brabham-Repco   | 2      | 3      | -  | -  | -  | 1  | 1  | -  |
| 5                 | N   | Brabham-Climax  | 3      | 2      | -  | -  | -  | -  | -  | 2  |
| Niesklasyfikowani |     |                 |        |        |    |    |    |    |    |    |
| -                 |     | LDS-Climax      | 1      | -      | -  | -  | -  | -  | -  | 1  |
| -                 |     | Lotus-BRM       | 3      | -      | -  | -  | -  | -  | -  | 3  |
| -                 |     | Eagle-Climax    | 1      | -      | -  | -  | -  | -  | -  | 1  |
| -                 |     | BRM             | 2      | -      | -  | -  | -  | -  | -  | 2  |
| P                 | +/− | Konstruktor     | Starty | Punkty | P1 | P2 | P3 | PP | NO | NS |